# ハイジ・ラケルス
ハイジ・ラケルス（Heidi Rakels 1968年6月22日 - ）は、ベルギーのルーヴェン出身の柔道選手。階級は72kg級および78kg級。身長178cm。

## 人物
72kg級の選手として活躍していたが、ベルギー国内のこの階級にはウラ・ウェルブルックという強豪がいたため、1992年に階級を66kg級に下げて1992年バルセロナオリンピックで銅メダルを獲得した。それ以降、再び72kg級に階級を戻すが、1996年アトランタオリンピックには出場できなかった（アトランタではウェルブルックが優勝した）。その後、階級を78kg級にして2000年シドニーオリンピックに出場するが、5位にとどまった。
なお、ラケルスは2004年アテネオリンピック78kg級金メダリストで世界選手権4連覇を達成した阿武教子が78kg級時代に2度敗れている唯一の相手でもある。

## 主な戦績
72kg級での戦績
- 1989年 - ベルギー国際　優勝
- 1990年 - ベルギー国際　優勝
- 1990年 - オーストリア国際　3位
- 1990年 - 世界学生　72kg級　2位　無差別　優勝

66kg級での戦績
- 1992年 - フランス国際　3位
- 1992年 - ヨーロッパ選手権　2位
- 1992年 - バルセロナオリンピック　3位

72kg級での戦績
- 1994年 - チェコ国際　優勝
- 1995年 - フランス国際　2位
- 1997年 - ドイツ国際　2位
- 1997年 - チェコ国際　優勝

78kg級での戦績
- 1998年 - フランス国際　3位
- 1998年 - チェコ国際　優勝
- 1998年 - ワールドカップ団体戦　3位
- 1999年 - ポーランド国際　優勝
- 1999年 - ヨーロッパ選手権　3位
- 1999年 - 福岡国際　2位
- 2000年 - ロシア国際　3位
- 2000年 -  ハンガリー国際　3位
- 2000年 - ポーランド国際　優勝
- 2000年 - シドニーオリンピック　5位
- 2001年 - ブルガリア国際　2位
- 2001年 - ヨーロッパ選手権　2位
- 2002年 - ロシア国際　3位
- 2002年 - ドイツ国際　3位